# Jeju (stad)
Jeju (hangul 제주, hanja 濟州) är den största staden och residensstad i den sydkoreanska provinsen Jeju, som är en ö söder om Koreahalvön. Centrala Jeju är belägen på öns norra kust och har cirka 385 000 invånare, med totalt över 500 000 invånare i hela kommunen. 

## Administrativ indelning
Kommunens centralort är indelad i nitton stadsdelar "dong": Ara-dong, Bonggae-dong, Dodu-dong, Geonip-dong, Hwabuk-dong, Ido 1-dong,  Ido 2-dong, Iho-dong, Ildo 1-dong, Ildo 2-dong, Nohyeong-dong, Oedo-dong, Ora-dong, Samdo 1-dong, Samdo 2-dong, Samyang-dong, Yeon-dong, Yongdam 1-dong och Yongdam 2-dong.
Utanför centralorten finns fyra "eup" (köpingar, större orter utanför centralorten) och tre "myeon" (socknar, distrikt av landsbygdskaraktär): Aewol-eup, Gujwa-eup, Hallim-eup, Jocheon-eup, Chuja-myeon (som består av Chujaöarna, cirka 45 km norr om Jeju), Hangyeong-myeon och Udo-myeon.